# Бадын-Джаран
Бадын-Джаран (кит. упр. 巴丹吉林沙漠, пиньинь Bādānjílín Shāmò) — пустыня, северо-западная составная часть пустыни Алашань, на территории провинции Ганьсу и автономного района Внутренняя Монголия Китайской Народной Республики. Её площадь составляет 49 000 км².
В пустыне находятся самые высокие неподвижные дюны на Земле, высота некоторых из них достигает 500 м. Несмотря на сухой и ветреный климат, их удерживают на месте талые грунтовые воды, берущие начало за сотни километров.
На территории пустыни также расположены более 100 озёр, которые питают родники. Озера находятся между дюнами, некоторые из них пресные, другие же крайне солёные. Эти озёра дали пустыне её название, которое по-монгольски означает «таинственные озёра». Единственная река Жошуй пересекает пустыню, формируя в ней большую аллювиальную равнину.